# Nazionale maschile di calcio a 5 della Georgia
La nazionale di calcio a 5 della Georgia è, in senso generale, una qualsiasi delle selezioni nazionali di calcio a 5 della Federazione calcistica della Georgia che rappresentano la Georgia nelle varie competizioni ufficiali o amichevoli riservate a squadre nazionali.

## Storia
Nonostante i buoni risultati ottenuti dal club Iberia Star in Coppa UEFA, nei suoi primi 25 anni la selezione georgiana non è mai riuscita a qualificarsi alle fasi finali del campionato europeo o della Coppa del Mondo. A partire dal 2019, la federazione ha attuato un'aggressiva politica di naturalizzazione di calcettisti brasiliani che ha contribuito a innalzare notevolmente il livello tecnico della selezione caucasica, permettendole di centrare la qualificazione all'Europeo 2022. Fatta eccezione per Roninho, divenuto cittadino georgiano già nel 2012 in virtù del matrimonio con una donna georgiana, tra il 2020 e il 2022 hanno debuttato con la selezione georgiana più di una decina di calcettisti brasiliani, la maggioranza dei quali privi di un qualsivoglia legame con il Paese caucasico.

## Rosa
Aggiornata al campionato europeo 2022
Allenatore:  Avtandil Asatiani
| N. | Pos. | Giocatore            | Data nascita (età)          | Pres. | Reti | Squadra       |
| -- | ---- | -------------------- | --------------------------- | ----- | ---- | ------------- |
| 1  | P    | Zviad Kupatadze      | 25 ottobre 1979 (42 anni)   | 51    | 5    | Gazprom Jugra |
| 2  | L    | Chaguinha            | 25 luglio 1988 (33 anni)    | 9     | 0    | Palma         |
| 5  | D    | Giorgi Ghavtadze     | 30 ottobre 2000 (21 anni)   | 20    | 2    | Sibirjak      |
| 6  | L    | Vilian               | 11 giugno 1989 (32 anni)    | 3     | 1    | Gazprom Jugra |
| 7  | D    | Shota Tophuria       | 14 maggio 1990 (31 anni)    | 65    | 7    | STU-Telasi    |
| 8  | PV   | Vakhtang Kekelia     | 10 settembre 1989 (32 anni) | 29    | 6    | Sipari        |
| 9  | U    | Irakli Todua         | 7 settembre 1990 (31 anni)  | 63    | 20   | STU-Telasi    |
| 10 | L    | Roninho              | 4 aprile 1987 (34 anni)     | 44    | 15   | Halle-Gooik   |
| 12 | P    | Tornike Bukia        | 15 maggio 1994 (27 anni)    | 58    | 2    | Kemi-Tornio   |
| 16 | D    | Thales Feitosa       | 13 aprile 1988 (33 anni)    | 28    | 19   | Candoso       |
| 17 | L    | Archil Sebiskveradze | 14 agosto 1989 (32 anni)    | 82    | 54   | VRZ Gomel     |
| 18 | D    | Nikoloz Kurtanidze   | 1º marzo 1993 (28 anni)     | 44    | 13   | PSP           |
| 19 | PV   | Elisandro            | 11 dicembre 1986 (35 anni)  | 10    | 14   | Braga         |
| 20 | PV   | Bruno Petry          | 22 marzo 1989 (32 anni)     | 6     | 3    | Jaén          |

## Risultati nelle competizioni internazionali

### Coppa del Mondo
| Anno   | Luogo         | Piazzamento                 | G | V | N | P | GF | GS |
| ------ | ------------- | --------------------------- | - | - | - | - | -- | -- |
| 1989   | Paesi Bassi   | Parte dell'Unione Sovietica | - | - | - | - | -  | -  |
| 1992   | Hong Kong     | Non presente                | - | - | - | - | -  | -  |
| 1996   | Spagna        | Non qualificata             | - | - | - | - | -  | -  |
| 2000   | Guatemala     | Non qualificata             | - | - | - | - | -  | -  |
| 2004   | Taipei cinese | Non qualificata             | - | - | - | - | -  | -  |
| 2008   | Brasile       | Non qualificata             | - | - | - | - | -  | -  |
| 2012   | Thailandia    | Non qualificata             | - | - | - | - | -  | -  |
| 2016   | Colombia      | Non qualificata             | - | - | - | - | -  | -  |
| 2021   | Lituania      | Non qualificata             | - | - | - | - | -  | -  |
| Totale |               | 0/9                         | - | - | - | - | -  | -  |

### Campionato europeo
| Anno   | Luogo       | Piazzamento      | G | V | N | P | GF | GS |
| ------ | ----------- | ---------------- | - | - | - | - | -- | -- |
| 1996   | Spagna      | Non qualificata  | - | - | - | - | -  | -  |
| 1999   | Spagna      | Non qualificata  | - | - | - | - | -  | -  |
| 2001   | Russia      | Non qualificata  | - | - | - | - | -  | -  |
| 2003   | Italia      | Non qualificata  | - | - | - | - | -  | -  |
| 2005   | Rep. Ceca   | Non qualificata  | - | - | - | - | -  | -  |
| 2007   | Portogallo  | Non qualificata  | - | - | - | - | -  | -  |
| 2010   | Ungheria    | Non qualificata  | - | - | - | - | -  | -  |
| 2012   | Croazia     | Non qualificata  | - | - | - | - | -  | -  |
| 2014   | Belgio      | Non qualificata  | - | - | - | - | -  | -  |
| 2016   | Serbia      | Non qualificata  | - | - | - | - | -  | -  |
| 2018   | Slovenia    | Non qualificata  | - | - | - | - | -  | -  |
| 2022   | Paesi Bassi | Quarti di finale | 4 | 2 | 0 | 2 | 6  | 14 |
| Totale |             | 1/12             | 4 | 2 | 0 | 2 | 6  | 14 |

## Tutte le rose

### Campionato europeo
Campionato europeo di calcio a 5 20221 Zviad Kupatadze, 2 Chaguinha, 5 Giorgi Ghavtadze, 6 Vilian, 7 Shota Tophuria, 8 Vakhtang Kekelia, 9 Irak'li Todua, 10 Roninho, 12 Tornik'e Bukia, 16 Thales Feitosa, 17 Archil Sebiskveradze, 18 Nikoloz Kurtanidze, 19 Elisandro, 20 Bruno Petry, CT: Avtandil Asatiani